# Chỉ huy quân sự
Chỉ huy quân sự hay còn gọi đơn giản là chỉ huy, viên chỉ huy là một quân nhân trong quân đội hoặc một thành viên trong lực lượng vũ trang được đảm nhận một chức vụ, quyền hạn nhất định nào đó và có quyền uy, điều khiển, ra lệnh cho một lực lượng quân sự hoặc một đơn vị quân đội, một bộ phận quân đội nhất định. Chỉ huy quân sự có thể là một vị chỉ huy thường trực, được giao nhiệm vụ thường xuyên hoặc một vị chỉ huy được giao chỉ huy một đơn vị quân đội hay một nhóm quân nhân trong một chiến dịch, một trận đánh, một cuộc hành quân hay một hoạt động nhất định.
Chỉ huy quân sự là tên gọi chỉ chung cho những người có quyền ra lệnh cho một đơn vị vũ trang. Trong lịch sử chỉ huy quân sự thường có nhiều danh xưng để chỉ như tướng (Chánh tướng hoặc phó tướng), tướng tá, viên tướng, tướng quân là tên gọi một cách tôn xưng cho người chỉ huy một đạo quân hoặc một đội quân cho dù viên chỉ huy này chưa hẳn đã được phong chức tướng ví dụ như một viên kỵ đô úy. Trường hợp một người chỉ huy toàn quân thường được gọi bằng danh xưng nguyên soái hay thống soái. Điều này phân biệt với tước hiệu nguyên soái hay thống soái là một cấp bậc trong quân đội của một số nước. Chỉ huy quân sự có vai trò rất quan trọng. Tục ngữ có câu: "Quân vô tướng như hổ vô đầu".